# Sankt Johannes fästning, Šibenik
Sankt Johannes fästning (kroatiska: Tvrđava svetog Ivana, italienska: Fortezza di San Giovanni), i folkmun kallad Tanaja, är en kulturmärkt fästning i Šibenik i Kroatien. Den uppfördes år 1646 och är belägen på en drygt 115 meter hög höjd nordöst om gamla stan. Tillsammans med stadens tre övriga fästningar (Baronefästningen, Sankt Mikaels fästning och Sankt Nikolaus fästning) utgjorde den tidigare en del av Šibeniks försvarssystem.
År 2016 inleddes ett projekt med syfte att renovera och  revitalisera den forna försvarsbyggnaden samt anpassa den för ett kulturellt och turistiskt utbud. Planerad återinvigning är i september 2019.

## Namn
Sankt Johannes fästning är uppkallat efter ett medeltida kapell (Sankt Johannes kapell) som var tillägnad Johannes Döparen och hade stått på platsen sedan åtminstone år 1444. I folkmun kallas fästningen för "Tanaja" (Tenaljen) efter en av dess strukturer (se tenalj).

## Historik
Sankt Johannes fästning och den närliggande Baronefästningen delar samma historia. Båda uppfördes under det venetianska styret år 1646 med syfte av skydda staden från osmanerna.  
Under 1400-talet och 1500-talet hade det muslimska Osmanska riket expanderat i sydöstra Europa och utgjorde ett allvarligt hot mot det av Republiken Venedig kontrollerade Dalmatien. Vad som idag är Bosnien och Hercegovina var osmanskt territorium som gränsade till det venetianska Dalmatien. När osmanerna år 1522 lyckades inta städerna Knin och Skradin i det dalmatiska inlandet ökade hotet ytterligare mot Šibenik. Vid upprepade tillfällen upplyste venetianska tjänstemän och sändebud centralregeringen i Venedig om behovet av att uppföra nya försvarsbyggnader för att kunna möta en osmansk attack. Brist på ekonomiska medel ledde dock till att regereringen avslog förslagen.
År 1645 utbröt det kretensiska kriget där de två kombattanterna Republiken Venedig och Osmanska riket bekämpade varandra i det östra medelhavsområdet. Gränsområdena mellan Venedig och Omanska riket i Dalmatien var en av krigsskådeplatserna. Den nya krigssituationen ledde till att Šibenik-borna förnyade sin begäran om skydd. Det venetianska krigsrådet avslog deras framställan men förbjöd inte lokalborna att själva vidta åtgärder för att skydda staden. Med det implicita tillståndet från Krigsrådet inledde Šibenik-borna den 1 augusti 1646 uppförandet av två nya befästningsverk (Sankt Johannes fästning och Baronefästningen) som stod färdiga inom loppet av 58 dagar.
I augusti 1647 hade den osmanske befälhavaren Techieli-pasha samlat en armé bestående av 25 000–30 000 man och 20 kanoner. Den inledande attacken inleddes den 24/25 augusti 1647 och riktades mot Sankt Johannes fästning och den andra attacken mot Baronefästningen. Šibeniks försvar leddes av baron Christoph Martin von Degenfeld (1599–1653), en tysk adelsmannen i venetiansk tjänst. Den slutgiltiga slaget, den värsta i Šibeniks historia, slogs tillbaka den 8/9 september med det att osmanerna med stora förluster i både manskap och materiel drog sig tillbaka den 16 september 1647.
Efter att det osmanska hotet definitiv försvunnit år 1699 förlorade fästningen sin militära betydelse och förföll. Fästningen nyttjades därefter av den österrikiska och senare jugoslaviska armén som båda lämnade avtryck och anpassade den för egna behov. Fästningen tilläts senare förfalla och användes av lokalborna som utkiksplats. Under 2010-talet vidtogs åtgärder med syfte att återställa den forna försvarsbyggnaden.    